# زبابة ميريامية
زبابة ميريامية (الاسم العلمي: Sorex merriami) (بالإنجليزية: Merriam's Shrew)‏ هي نوع من الثدييات يتبع جنس الزبابة من الفصيلة الزبابات.
سمي هذا النوع نسبة إلى علم الحيوان الأمريكي كلنتون هارت ميريام (بالإنجليزية: Clinton Hart Merriam)‏.